# Edward Heath

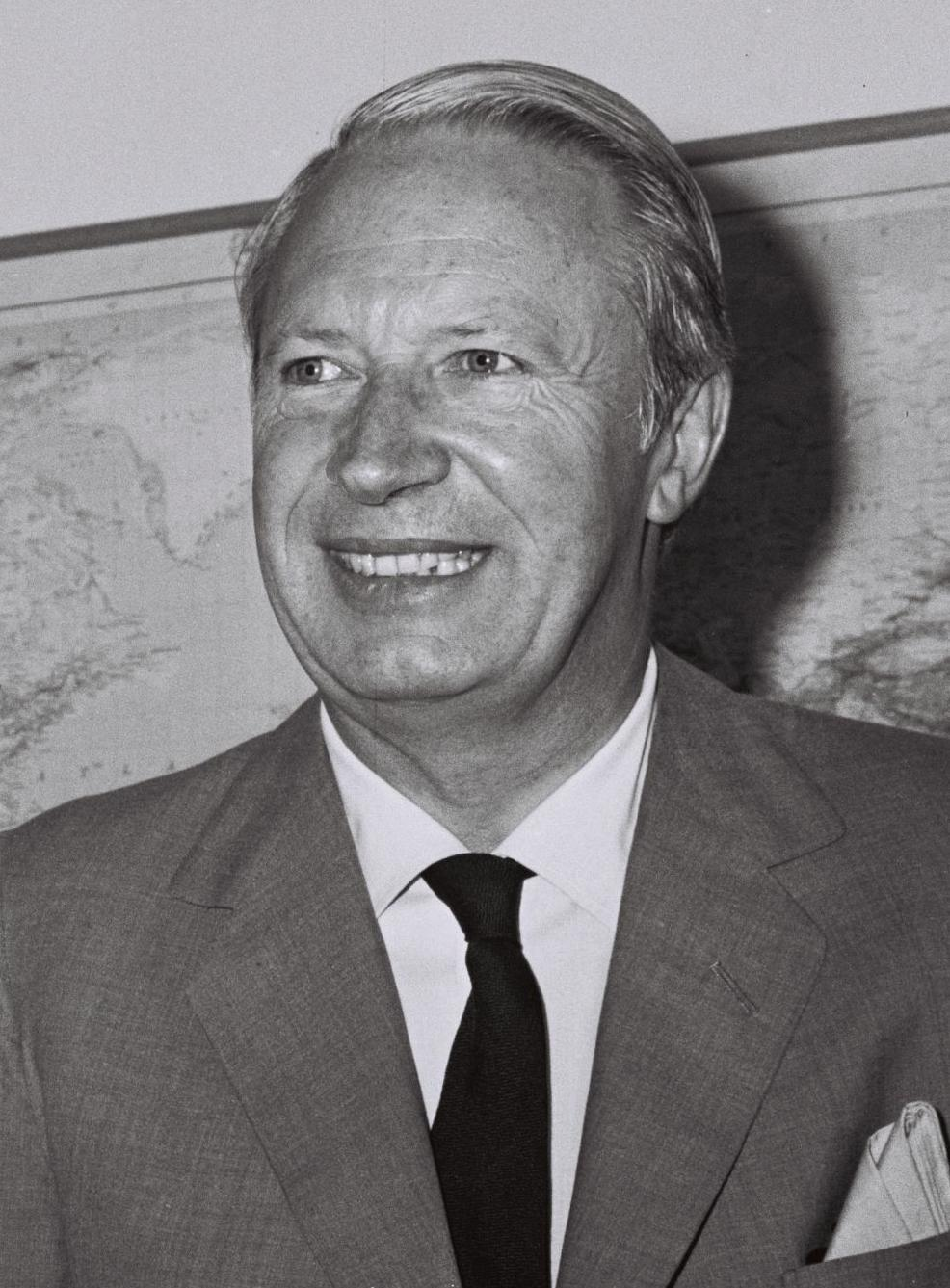
Edward Heath als Oppositionsführer, 1969

Edward Heath, 1987

Sir Edward Richard George „Ted“ Heath, KG, MBE (* 9. Juli 1916 in Broadstairs, Kent; † 17. Juli 2005 in Salisbury, Wiltshire) war ein britischer Politiker. Von 1970 bis 1974 war er Premierminister des Vereinigten Königreichs.
Zunächst diente er als Offizier im Zweiten Weltkrieg und war Ministerialbeamter. Heath war von 1950 bis 2001 Abgeordneter im Unterhaus des britischen Parlaments und ab 1965 Parteichef der Konservativen; er gehörte dem moderaten One-Nation-Flügel seiner Partei an. Nachdem beide Parlamentswahlen im Februar und im Oktober 1974 mit Verlusten für die Konservative Partei endeten, ersetzte ihn die Partei 1975 durch Margaret Thatcher.

## Leben

### Elternhaus und Ausbildung
Edward Heath wurde als Sohn eines Zimmermanns, der sich zum Baumeister hochgearbeitet hatte, und einer Hausangestellten geboren. Nach Besuch der staatlichen Grammar School begann er ein Studium am Balliol College, Oxford. Als talentierter Musiker gewann er ein Orgelstipendium, das ihm das Studium in Philosophie, Politik und Wirtschaftswissenschaft ermöglichte. Während seines Studiums fand er zu den Konservativen, aber im Gegensatz zu vielen Konservativen war er ein aktiver Gegner der Appeasement-Politik. Als solcher wurde er durch das Balliol College gefördert, als er 1939 als Präsident der Oxford Union Society kandidierte.
Als junger Student bereiste er über mehrere Monate das Dritte Reich (einer seiner damaligen Kommilitonen, der mit ihm nach Deutschland kam, war der spätere Labour-Schatzkanzler Denis Healey). Nur wenige Jahre darauf kehrte Heath als britischer Armeeoffizier in das zerstörte und besiegte Land zurück. Diese persönliche Erfahrung war der Hauptgrund dafür, dass Heath sich leidenschaftlich und für den Rest seines Lebens mit großem Einsatz für eine friedliche Einigung Europas einsetzte.

### Politische Laufbahn
Während des Zweiten Weltkriegs diente Heath zwischen 1940 und 1945 in der Royal Artillery, zuletzt als Oberstleutnant. Nach der Demobilisierung 1946 trat er der Territorialarmee bei. Bis zu seiner Wahl als Unterhausabgeordneter für Bexley 1950, wo er einen alten Kollegen aus der Oxford Union, Ashley Bramall besiegte, arbeitete er als Beamter des Zivilluftfahrtsministeriums. Den Wahlkreis Bexley vertrat er als Abgeordneter für die folgenden 50 Jahre. Bereits 1951 befürwortete Heath den Beitritt Großbritanniens zur Montanunion. Schon 1955 stieg er zum Einpeitscher („Whip“) seiner Fraktion im Unterhaus auf. Aufgrund der Konvention, nach der Whips nicht im Parlament sprachen, schaffte er es, sich aus der Sueskrise (1956) herauszuhalten. Bei Ankündigung von Anthony Edens Rücktritt legte er einen Bericht zur Haltung der konservativen Fraktion vor. Dieser Bericht, der die Auswahl von Edens Nachfolger vorbereitete, war sehr vorteilhaft für Harold Macmillan, der dann von 1957 bis 1963 als Premierminister diente.
Von 1959 bis 1960 gehörte Heath dem britischen Kabinett als Arbeitsminister an. 1960 wurde Heath zum Lordsiegelbewahrer ernannt, einer Art Minister ohne Geschäftsbereich. In dieser Funktion leitete er als überzeugter Europäer auf britischer Seite die Beitrittsverhandlungen zur EWG, die aber letztlich am Einspruch des französischen Präsidenten Charles de Gaulle scheiterten. Seine entschieden proeuropäische Haltung wurde 1963 mit dem Karlspreis der Stadt Aachen honoriert. Unter Premierminister Alec Douglas-Home wurde er 1963/1964 Präsident der Handelsbehörde und Minister für Industrie, Handel und Regionalentwicklung. In dieser Zeit schaffte er die Preisüberwachung des Handels ab.
Nach der Abwahl der Konservativen im Jahr 1964 änderte Alec Douglas-Home die Parteisatzung und machte den Weg zur Wahl eines neuen Parteiführers frei. Heath wurde im Juli 1965 zum bis dahin jüngsten Parteiführer der Konservativen gewählt. Nach der Wahlniederlage der Konservativen gegen Harold Wilson bei den Unterhauswahlen am 31. März 1966 war er in seiner Partei nicht unumstritten; insbesondere der rechtskonservative Abgeordnete Enoch Powell kritisierte Heaths moderate Politik und galt lange Zeit als möglicher Nachfolger. Der Erfolg der Partei bei den Unterhauswahlen am 18. Juni 1970 überraschte alle zeitgenössischen Kommentatoren und wurde als sein persönlicher Triumph angesehen.

### Premierminister
Kurz bevor die Unterhauswahl 1970 angesetzt wurde, veröffentlichte sein Schattenkabinett ein Dokument, das auf einer Konferenz im Selsdon Park Hotel publiziert wurde. Entgegen Heaths bisheriger Linie forderte das Selsdon-Dokument eine monetaristische Politik und starke Einsparungen im öffentlichen Sektor. Labour-Chef Harold Wilson etikettierte seinen Kontrahenten im Wahlkampf als Selsdon Man (eine Anspielung auf den Piltdown Man), um ihn als reaktionären „Steinzeitmenschen“ zu brandmarken. Bei den britischen Unterhauswahlen am 18. Juni 1970 setzte sich Heath gegen Wilson durch, der seit 1964 Premier war. Er wurde am 23. Juni zum Premierminister ernannt. Am 20. Juli erlitt sein Kabinett durch den plötzlichen Herztod des Schatzkanzlers Iain Macleod einen frühen Rückschlag.
Als erster Premierminister der Konservativen aus dem kleinbürgerlichen Milieu regierte er in allen wirtschafts- und innenpolitischen Fragen pragmatisch. Gegen alle Widerstände setzte er den EG-Beitritt Großbritanniens 1972 durch. In der Finanzpolitik leitete er einen signifikanten Wechsel von direkter zu indirekter Besteuerung ein. Seine Absicht, die Macht der Gewerkschaften durch Gesetze stärker zu begrenzen, scheiterte am heftigen Widerstand der Gewerkschaften, die Heaths Pläne erfolgreich durch Streiks torpedierten. Das daraus resultierende polarisierte Klima führte zum späteren Sturz der Regierung.
Heaths Regierung machte nur geringe Anstrengungen, um die Ausgaben zu beschränken. Die Reduzierungen des Bildungsbudgets – Ministerin war Margaret Thatcher – führten zur Abschaffung der Schulmilchspeisung anstelle der Einschränkung der Fernuniversität Open University.
Seine Politik in Bezug auf den Nordirlandkonflikt war widersprüchlich. Die britische Regierung stellte die Military Reaction Force auf, eine Einheit des Geheimdienstes, die in Nordirland nach Ansicht ihrer Kritiker Staatsterrorismus betrieb und den Konflikt weiter anheizte. Katholiken wurden auf offener Straße erschossen, egal ob IRA-Mitglied oder nicht. Auf der anderen Seite bemühte sich sein Kabinett um einen friedlichen Ausgleich mit den demokratischen politischen Parteien. Das Abkommen von Sunningdale wurde zwar erreicht, doch heftig von vielen Unionisten – insbesondere von Ian Paisley – bekämpft. Die Ulster Unionist Party stellte ihre Unterstützung für die Konservativen im Parlament ein, so dass das Abkommen scheiterte. Dieses Scheitern in Nordirland trug zu Heaths späterem Sturz bei.
Die galoppierende Inflation (nach Umstellung der Währung auf das Dezimalsystem 1971) trug ihn in eine Konfrontation mit der National Union of Mineworkers, einer der mächtigsten Gewerkschaften. Die Energieknappheit (vor der ersten Ölkrise) bewirkte, dass die Industrie die drei-Tage-Woche einführen musste, um Energie zu sparen. Wirtschaftspolitisch war die Lage Großbritanniens nach vier Jahren von Heaths Regierung kritisch: 1974 wurde das bis dahin größte Handelsdefizit seiner Geschichte (vier Milliarden Pfund) verbucht, die Inflationsrate betrug 15 Prozent, 1,5 Millionen Arbeiter bezogen wegen der Drei-Tage-Woche Arbeitslosenunterstützung.
Heath suchte in einer vorgezogenen Wahl einen Befreiungsschlag, mit dem er seine Mehrheit im Parlament aufbessern wollte. Seine Wahlbewegung baute auf den Slogan Who governs Britain? auf; Heath erwartete sich durch einen klaren Wahlsieg eine Rückenstärkung in der Auseinandersetzung mit den Gewerkschaften. Die Unterhauswahlen im Februar 1974 führten aber zu einem Patt (Hung parliament). Die Konservativen erhielten zwar die meisten Stimmen, aber die Labour Party errang mehr Sitze. Da keine Partei auf sich gestellt eine Mehrheit hatte, nahm Heath daraufhin Koalitionsverhandlungen mit der Liberal Party auf. Als diese scheiterten, bildete Harold Wilson ein Minderheitskabinett und wurde im Amt bestätigt, die in einer zweiten Unterhauswahl im Oktober mit einer hauchdünnen Mehrheit gestützt wurde.
Zwischen den Wahlen begann das Centre for Policy Studies (CPS), eine Diskussionsgruppe der Conservative Party („Tories“), eine Diagnose der Fehler der Heath-Regierung aus monetarisch-marktwirtschaftlicher Perspektive. Speerspitze dieser Tendenz war Keith Joseph. Obwohl Margaret Thatcher ebenfalls dem CPS angehörte, wurde sie als Ausgleich zu Heaths engem Verbündeten James Prior angesehen.

### Abwahl als Parteichef
Nach drei von vier verlorenen Wahlen (bezogen auf die Anzahl der Parlamentssitze) wurde Heath von vielen konservativen Parlamentariern, Parteiaktivisten und Medien, die mit der Partei sympathisierten, für die Misserfolge verantwortlich gemacht. Unter der weiteren Wählerschaft genoss er mehr Sympathie, teilweise wegen seiner angekündigten Bereitschaft zu einer Regierung der nationalen Einheit.
Es schien, dass Heath als konservativer Parteichef sich durchgesetzt hätte, wenn er auf die Loyalität seiner Kollegen aus der ersten Reihe gesetzt hätte. Zu jener Zeit erlaubte die Satzung der Konservativen, nur für die Dauer eines Wahlkampfs eine Kandidaten-Lücke zu füllen, aber gab weder ein klares Verfahren für einen Parteiführer, sich während einer laufenden Legislatur entweder um ein neues Mandat zu bemühen, noch eines für Konkurrenten, den Parteichef herauszufordern.
1974 kam Heath unter massiven Druck, die Regeln zu überarbeiten. Übereinstimmend setzte man eine Kommission ein, die Vorschläge für die notwendigen Satzungsänderungen erarbeiten sollte, denen Heath sich für die nächste Nominierung unterwerfen wollte. Anfangs erwartete Heath, mangels klarer Herausforderer mit einer komfortablen Mehrheit wiedergewählt zu werden, da Enoch Powell die Partei verlassen hatte und Keith Joseph sich durch kontroverse Statements bezüglich Geburtenkontrolle disqualifiziert hatte. Die Entschlossenheit von Airey Neave, der im Namen einiger enttäuschter Hinterbänkler nach einem echten Herausforderer suchte, kombiniert mit der Resolution von Margaret Thatcher, nach der einer der CPS-Linie angehörenden Abgeordneten ihre Sache in der Fraktion vertreten sollte, führte letztlich dazu, dass Thatcher sich selbst zur Kandidatin erklärte.
Weil die Satzung den Eintritt neuer Kandidaten in die Abstimmung in der zweiten Runde erlaubte, sollte der Parteiführer nicht durch eine zu große Mehrheit bestätigt werden, die eine zweite Runde ausgeschlossen hätte. Margaret Thatchers Herausforderung wurde als stalking horse, als Strohmann betrachtet. Später wurde ihr Wahlkampfmanager Airey Neave beschuldigt, absichtlich ihre Unterstützung herunterzuspielen, um Wähler von Heath anzuziehen, der im ersten Wahlgang am 4. Februar 1975 mit 119 zu 130 Stimmen unterlag (bei 16 Stimmen für den Außenseiterkandidaten Hugh Fraser und 11 Enthaltungen). Heath zog sich daraufhin aus der Abstimmung zurück und unterstützte in der zweiten Wahlrunde William Whitelaw, der in der Abstimmung in der folgenden Woche Thatcher mit 79 zu 146 Stimmen (bei jeweils 19 Stimmen für Geoffrey Howe und James Prior, 11 für John Peyton und 2 Enthaltungen) unterlag.

### Elder statesman

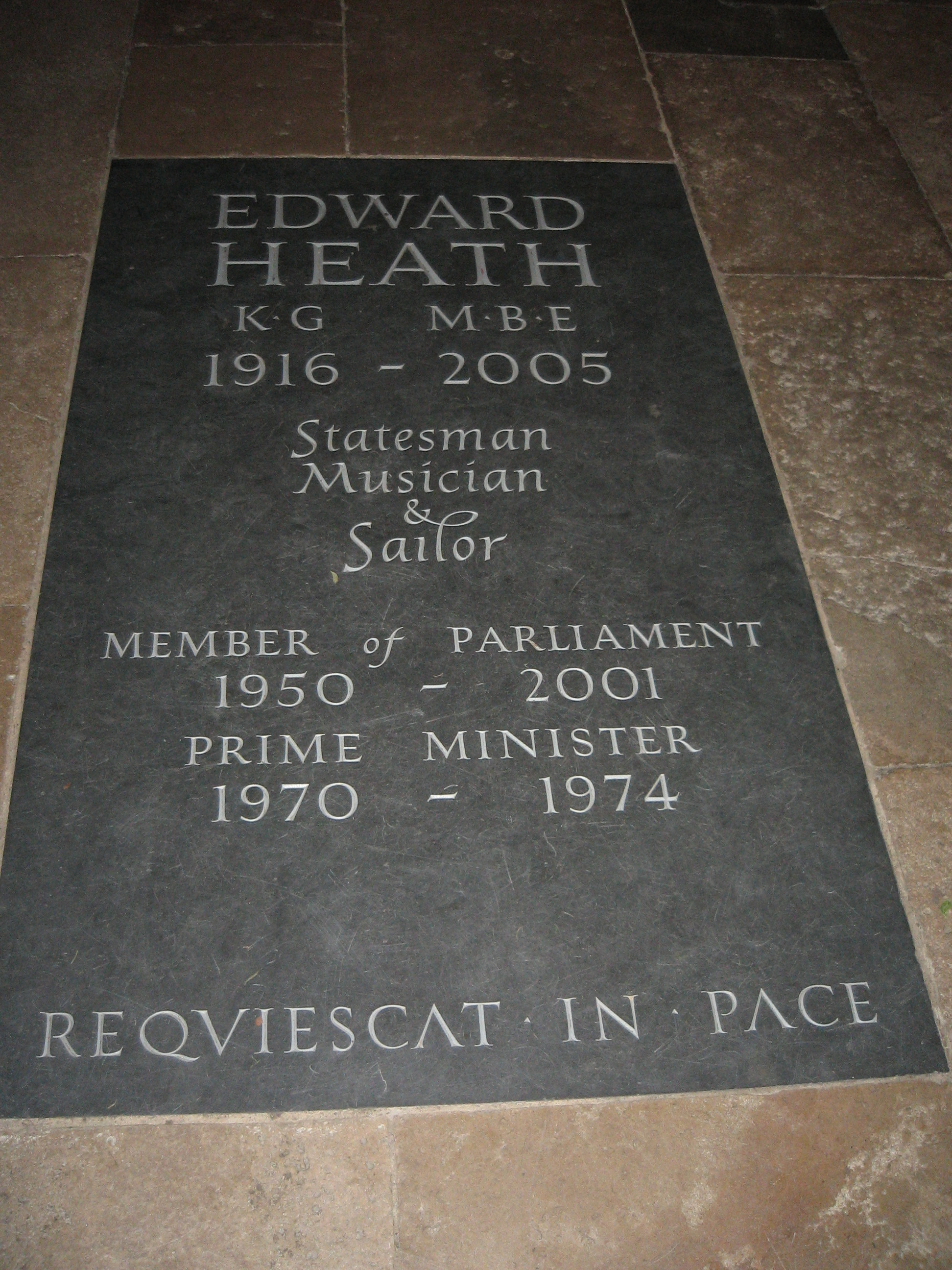
Heaths Grab in der Salisbury Cathedral

Seine Niederlage verbitterte Heath; er beharrte viele Jahre lang auf seiner Kritik an der ideologischen Neuausrichtung seiner Partei. Nach den Wahlen im Mai 1979 – Margaret Thatcher wurde Premierministerin – wurde ihm das Amt des Botschafters in den USA angeboten, das er ablehnte. Bis zum Parteitag 1981 wurde er als eine Führungsfigur des linken Flügels seiner Partei angesehen.
Bei der zweiten Wahl 1974 sprach sich Heath für eine Allparteienregierung aus. Einige Kommentatoren glaubten, nach der verlorenen Parteiführung sei Heaths Ziel eine große Krise der britischen Politik, in der er als elder statesman eine solche Regierung führen könne. Es kam aber nicht zu einer solchen Krise, die die konventionellen politischen Prozesse unterbrach und nach einer solchen Regierung verlangte.
Bis zu seinem Rückzug vom Parlament bei den Unterhauswahlen im Juni 2001 vertrat Heath als Hinterbänkler den Wahlkreis London Old Bexley und Sidcup. Er war lange dienstältester Abgeordneter („Vater des Hauses“). 1992 war er als Knight Companion des Hosenbandorden geadelt worden.

### Lebensabend
Heath, der sein Leben lang Junggeselle blieb, verbrachte seinen Ruhestand in seinem Haus („Arundells“) gleich gegenüber der Salisbury Cathedral. Nach seinem Tod wurde das Haus in ein kleines Museum umgewandelt.
Vom 1. bis 8. April 1990 hielt Heath als Gastprofessor (Helen L. DeRoy Visiting Professor) an der University of Michigan Seminare über europäische Politik. Im August 2003 erlitt er während eines Urlaubsaufenthalts in Salzburg eine Lungenembolie, von der er sich nicht mehr vollständig erholte. Er starb knapp zwei Jahre später an einer Lungenentzündung. Seine Urne wurde in der Salisbury Cathedral beigesetzt. Eine im Boden der Kathedrale eingelassene Grabplatte markiert die Stelle: „Edward Heath: Statesman, Musician, Sailor“.

## Falschbeschuldigung des Kindesmissbrauchs
Mitte 2015 wurden Spekulationen laut, dass Heath möglicherweise in Jahrzehnte zurückliegende Fälle von Kindesmissbrauch verwickelt gewesen sei. Nach Abschluss einer zweijährigen Untersuchung erklärte die Polizei, dass genügend Evidenzen vorlägen, um Heath zu den Anschuldigungen polizeilich zu befragen, wenn er noch am Leben wäre. Jedoch wurde gleichzeitig betont, dass dies in keiner Weise die Unschuldsvermutung beseitige und dass in England die Schwelle für eine Verdächtigung seitens der Polizei niedrig liege. Letztlich zeigte sich, dass die Vorwürfe gegen Heath und andere hochgestellte britische Personen von dem Kronzeugen Carl Beech, einem notorischen Lügner, Wichtigtuer, Betrüger und Pädophilen, völlig frei erfunden worden waren. Im Juli 2019 wurde Beech deswegen zu 18 Jahren Haft verurteilt. Die britische Polizei sah sich schweren Vorwürfen ausgesetzt, warum sie die Inkonsistenzen in Beechs Aussagen nicht schon früher bemerkt und nicht Zeugen aus Beechs Umfeld befragt hatte. Die aufwendigen Untersuchungen hatten mehr als 2,5 Millionen £ gekostet, und zahlreiche Personen waren zu Unrecht dem Verdacht der Pädophilie ausgesetzt worden.

## Ehrenämter und Hobbys
In seinem Hobby Segeln war er sehr erfolgreich: Er gewann 1969 die Sydney-Hobart-Regatta mit seiner Yacht Morning Cloud (S&S 34) nach berechneter Zeit. 1971 nahm er während seiner Amtszeit als Premierminister als Skipper und Eigner seiner neuen Yacht Morning Cloud (S&S 42) am berühmten Segelwettbewerb um den Admiral’s Cup teil, den er mit seinem Team Großbritannien gewann.
1977 bis 1979 gehörte er der Nord-Süd-Kommission an.
Nach seiner Amtszeit als britischer Regierungschef betätigte sich Heath auch als Dirigent von Sinfonieorchestern wie dem European Union Youth Orchestra.

## Ehrungen
- 1963 Karlspreis
- Médaille de la Ville de Paris